# Emmanuel Mandon
Pour les articles homonymes, voir Mandon.
Emmanuel Mandon, né le 22 juin 1965 à Neuilly-sur-Seine, est un homme politique français. Il est élu député dans la 3e de la Loire.

## Biographie
Emmanuel Mandon est élu député en juin 2022, puis réélu en 2024.

## Parcours politique
Il est conseiller régional d'Auvergne Rhône Alpes depuis avril 2015,. Ancien élu de la ville de Saint-Chamond entre 1995 et 2014, notamment maire adjoint, il a siégé dans différentes instances intercommunales : syndicat intercommunal des transports de la vallée du Gier (SITVAG), syndicat du Pays du Gier (SIPG), syndicat intercommunal du Jarez (SIJ), saint-Étienne Métropole (SEM) et le syndicat mixte du Parc naturel régional du Pilat qu'il a présidé deux ans (2020-2022)[source insuffisante].